# Alan Bagh

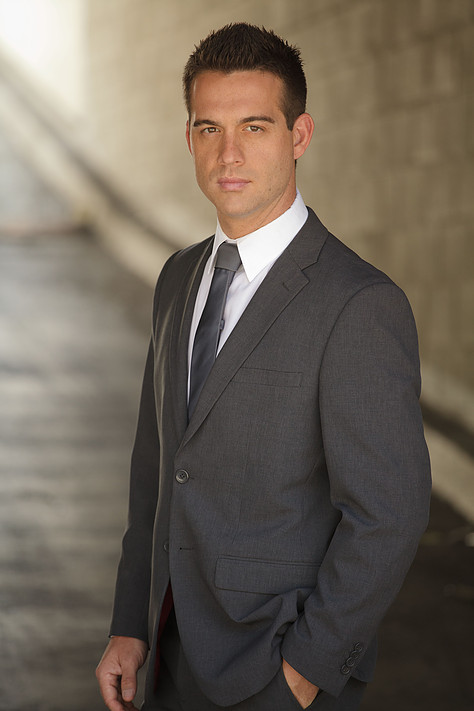
Alan Bagh (2018)

Alan Bagh (* 30. Mai 1985 in London, England, Vereinigtes Königreich) ist ein US-amerikanischer Schauspieler und Filmschaffender.

## Leben
Bagh wurde am 30. Mai 1985 in London, nach anderen Angaben in Sacramento im US-Bundesstaat Kalifornien, geboren. Sein älterer Bruder ist der Laiendarsteller Rich Bagh. Von 2003 bis 2009 besuchte er das American River College, an dem er Theaterschauspiel und Bildung in den freien Künsten studierte. Von 2015 bis 2018 machte er seinen Bachelor-Abschluss an der Chapman University, anschließend studierte er am Jack Welch Management Institute Business Administration und Management und erwarb 2022 seinen Master of Business Administration.
Bagh debütierte 2010 im Film Birdemic: Shock and Terror in der männlichen Hauptrolle des Rod als Schauspieler. 2013 spielte er mit Whitney Moore erneut die beiden Hauptrollen in der Fortsetzung Birdemic 2: The Resurrection. 2016 stellte er im Film Cyborg X die Rolle des John dar. Er erhielt eine Nebenrolle im 2017 erschienenen Film Bright. Von 2021 bis 2022 stellte er verschiedene Nebencharaktere in der Serie Das Buch von Boba Fett dar. 2022 spielte er in Father Stu die Rolle des Joe Seminarian und in Birdemic 3: Sea Eagle erneut die Rolle des Rod; die weibliche Hauptrolle wurde nun von Julia Culbert dargestellt.

## Filmografie (Auswahl)

### Schauspiel
- 2010: Birdemic: Shock and Terror
- 2011: Parks and Recreation (Fernsehserie, 3x12)
- 2012: Pretty Little Liars (Fernsehserie, 3x09)
- 2013: Development Hell (Fernsehserie, 2 Episoden)
- 2013: Birdemic 2: The Resurrection
- 2013: Beauty Beware (Kurzfilm)
- 2014: The Only Road (Kurzfilm)
- 2015: Red Bluff (Kurzfilm)
- 2015: The Sparrows: Nesting
- 2015: Ghost Shark 2: Urban Jaws
- 2015: Unsung (Kurzfilm)
- 2015: Fishbowl (Kurzfilm)
- 2016: Cyborg X
- 2017: Highway to Havasu
- 2017: The Mad Whale
- 2017: Bright
- 2019: The Night Shift (Kurzfilm)
- 2020: Crunchers: Mr. Salt's Bestest Warm-Up Commercial (Kurzfilm)
- 2020: Now Serving (Fernsehserie, 1x06)
- 2021: Knucks
- 2021–2022: Das Buch von Boba Fett (The Book of Boba Fett, Miniserie, 3 Episoden, verschiedene Rollen)
- 2022: Father Stu
- 2022: Birdemic 3: Sea Eagle

### Produktion
- 2014: The Only Road (Kurzfilm; auch Drehbuch und Regie)
- 2015: Red Bluff (Kurzfilm)
- 2015: Unsung (Kurzfilm; auch Drehbuch und Regie)
- 2018: The Alan Bagh Show (Podcastserie; auch Drehbuch und Regie)